# 9505 Lohengrin
9505 Lohengrin eller 4131 T-2 är en asteroid i huvudbältet som upptäcktes den 29 september 1973 av den nederländsk-amerikanske astronomen Tom Gehrels och det nederländska astronomparet Ingrid van Houten-Groeneveld och Cornelis Johannes van Houten vid Palomarobservatoriet. Den är uppkallad efter karaktären Lohengrin i operan Lohengrin av Richard Wagner.
Asteroiden har en diameter på ungefär 9 kilometer.